# Габриел фон Саламанка-Ортенбург
Габриел фон Саламанка-Ортенбург (на немски: Gabriel von Ortenburg-Salamanca; * 17 март 1489, Бургос, Испания; † 12 декември 1539, Ензисхайм, Елзас) от богатия испански род Саламанка, е фрайхер на Фрайенщайн и Карлсбах в Каринтия, от 1524 г. граф на Ортенбург-Каринтия, дворцов канцлер.

## Живот
Той е син на Гонзало/Гонсалво Саламанка († сл. 1516) от Испания и съпругата му Изабел де Каранца.
Габриел фон Саламанка работи от 1514 г. в държавната канцелария на император Максимилиан I и скоро става доверен приятел на ерцхерцог Фердинанд от Австрия. Фердинанд го поставя през 1521 г. като „генерал-шатцмайстер“ и дворцов канцлер. Като господар на замък Еренберг в Тирол на Дунав и на Карлсбах в Долна Австрия Саламанка се издига през 1523 г. на барон/фрайхер. На 10 март 1524 г. той получава от Фердинанд графството Ортенбург. През 1524 г. става граф. Това води до конфликт с граф Кристоф I фон Ортенбург.
На 3 май 1526 г., заради конфликти с австрийските благородници, Габриел фон Саламанка напуска службите си в двора на Хабсбургите, но запазва собственостите си. Габриел започва през 1533 г. строежа на днешния дворец Порция в Шпитал и на дворец Порция във Виена.

## Фамилия
Първи брак: на 20 юли 1523 г. с графиня Елизабет фон Еберщайн (* 1509; † пр. 1533), дъщеря на граф Бернхард III фон Еберщайн (1459 – 1526) и Кунигунда фон Валдбург-Зоненберг (1482 – 1538). Те имат шест деца:
- Бернхард Саламанка († 1557)
- Франц Саламанка († 1543)
- Габриел Саламанка († 1540)
- Анна де Саламанка фон Ортенбург († 26 юли 1569), омъжена на 13 февруари 1539 г. за граф Волфганг II фон Шаунберг-Ефердинг (* 1512; † 11 юни 1559, Ефердинг)
- Фердинанд де Саламанка фон Ортенбург († 1570), граф на Ортенбург-Каринтия, фрайхер на Фрайенщайн и Карлсбах, женен за фрайин Ева Хофман цу Грюнпихл и Щрехау; имат 4 деца
- Еренфрид Саламака († сл. 1579)

Втори брак: през 1533 г. с маркграфиня Елизабет фон Баден-Дурлах (* 20 май 1516; † 9 май 1568), дъщеря на маркграф Ернст фон Баден-Дурлах (1482 – 1553) и Елизабет фон Бранденбург-Ансбах-Кулмбах (1494 – 1518). Те имат децата:
- Кунигунда фон Ортенбург (* ок. 1534; † 29 септември 1557)
- Ернст фон Ортенбург († 1598), граф на Ортенбург, женен на 11 юни 1564 г. за Розина фон Шерфенберг; имат 4 деца
- Еренфрид де Саламанка, граф на Ортенбург, женен I. на 10 януари 1574 г. за графиня Юлия фон Арко, II. на 3 февруари 1585 г. фрайин Ева фон Нойдег († 1605)

Вдовицата му Елизабет фон Баден-Дурлах се омъжва втори път на 30 юли 1543 г. или на 1 август 1543 г. в Пфорцхайм за граф Конрад фон Кастел (1519 – 1577).